# Satz vom regulären Wert
Der Satz vom regulären Wert ist ein Resultat aus der Differentialtopologie. Auf Englisch heißt dieser Satz Preimage Theorem. Mit Hilfe des Satzes ist es möglich, konstruktiv Untermannigfaltigkeiten zu einer differenzierbaren Mannigfaltigkeit zu finden.

## Satz
Es seien {\displaystyle M} und {\displaystyle N} differenzierbare Mannigfaltigkeiten und es sei {\displaystyle f\colon M\to N} eine differenzierbare Abbildung. Außerdem sei {\displaystyle n} ein regulärer Wert von {\displaystyle f}. Dann ist die Menge
{\displaystyle U:=f^{-1}(n)=\{m\in M\mid f(m)=n\}}
eine abgeschlossene, differenzierbare Untermannigfaltigkeit von {\displaystyle M}. Für den Tangentialraum gilt dann 
{\displaystyle T_{m}U=\operatorname {Kern} \,\,(Df(m))}
wobei {\displaystyle Df(m)} das Differential von {\displaystyle f} im Punkt {\displaystyle m} bezeichne.
Falls {\displaystyle N} endlichdimensional ist, so gilt für die Kodimension von {\displaystyle U}
{\displaystyle \operatorname {codim} (U)=\dim(N)}.
Dies folgt aus der Aussage über den Tangentialraum. Falls {\displaystyle M} noch zusätzlich endlichdimensional ist, kann man die Dimension von {\displaystyle U} mit Hilfe der Formel
{\displaystyle \dim(U)=\dim(M)-\operatorname {codim} (U)=\dim(M)-\dim(N)}
berechnen.

## Beispiel
Mit Hilfe des Satzes kann man zeigen, dass die {\displaystyle n}-dimensionale Einheitssphäre {\displaystyle \mathbb {S} ^{n}} eine Untermannigfaltigkeit des {\displaystyle \mathbb {R} ^{n+1}} ist. Es sei 
{\displaystyle f\colon \mathbb {R} ^{n+1}\to \mathbb {R} } definiert durch {\displaystyle f(x)=\|x\|^{2}=\sum _{i=1}^{n+1}x_{i}^{2}}.
Dann gilt {\displaystyle \mathbb {S} ^{n}=f^{-1}(1)}. Es muss nur noch gezeigt werden, dass 1 ein regulärer Wert ist. Dies sieht man durch
{\displaystyle Df(x)=D\|x\|^{2}=2x^{t}}.
Der Operator {\displaystyle (.)^{t}} steht für die Matrixtransposition. Nur für {\displaystyle x=0} wird der Term {\displaystyle 2x^{t}} null. Für alle anderen {\displaystyle x\in \mathbb {R} ^{n+1}} gilt für den Rang
{\displaystyle \operatorname {Rg} (2x^{t})=1}.
Also ist insbesondere das Differential für {\displaystyle \|x\|=1} surjektiv und damit ist {\displaystyle \mathbb {S} ^{n}} eine reelle Untermannigfaltigkeit.